# تئودور فرلینگهویسن
تئودور فرلینگهویسن (به انگلیسی: Theodore Frelinghuysen) سناتور سابق عضو حزب ملی جمهوری‌خواه بود. وی در سال ۱۸۲۹ تا ۱۸۳۵ میلادی سناتور ایالت نیوجرسی در سنای ایالات متحده آمریکا بود.